# Liste der Burgen, Schlösser, Ansitze und wehrhaften Stätten im Bezirk Güssing
Diese Liste nennt die Burgen, Schlösser, Ansitze und wehrhaften Stätten im burgenländischen Bezirk Güssing.
Sie enthält nur solche Anlagen, von denen bauliche Reste oder erkennbare Spuren im Gelände erkennbar sind. Restlos abgekommene Anlagen wurden daher ebenso wenig in diese Liste aufgenommen wie lediglich archäologisch nachgewiesene und aktuell oberflächlich nicht erkennbare Anlagen. Wehrkirchen wurden in die Liste aufgenommen, wenn noch Wehrmauern oder Schießscharten zu erkennen sind.

## Erklärung zur Liste
- Name: Name der Anlage.
- Gemeinde, Adresse, Lage: Zeigt an, in welcher Gemeinde das Gebäude steht; gegebenenfalls auch die Adresse. Geokoordinaten.
- Typ: Es wird der Gebäudetyp angegeben, wie Burg, Festung, Schloss, Gutshof, Wehrkirche, Wallanlage.
- Geschichte: geschichtlicher Abriss
- Zustand: Beschreibung des heutigen Zustands bzw. der Verwendung.
- Bild: Zeigt wenn möglich ein Bild des Gebäudes an.
- Denkmalschutz: Falls unter Denkmalschutz, führt ein Link zum Eintrag in der Denkmalliste.

## Liste
| Name                              | Gemeinde, Adresse, Lage                         | Typ                        | Geschichte | Zustand                                                                | Bild | Denkmalschutz                                   |
| --------------------------------- | ----------------------------------------------- | -------------------------- | --- | ---------------------------------------------------------------------- | ---- | ----------------------------------------------- |
| Kastell Batthyány, Güssing        | Güssing Güssing, Clusiusweg 2 Lage              | Schloss                    | Mitte des 18. Jahrhunderts errichtet. 1921 als Sitz ungarischer Freischärler genutzt.                                                                                            | erhalten. bewohnt.                                                     |      | 6798                                            |
| Kastell Batthyány, Stegersbach    | Stegersbach Stegersbach, Sparkassenplatz 2 Lage | Ansitz                     | Bau des 17. oder 18. Jahrhunderts. (Nachfolgebau eines älteren Guts) | erhalten; als Museum genutzt.                                          |      | 28807                                           |
| Schloss Draskovich                | Güssing Güssing, Schlossgasse 12 Lage           | Schloss                    | erbaut 1804. | erhalten                                                               |      | 28760                                           |
| Schloss Eberau                    | Eberau Schlossallee 10 Lage                     | Schloss (ehem. Wasserburg) | ab 14. Jahrhundert erwähnt. | erhalten                                                               |      | 28486                                           |
| Wehranlage Eberau                 | Eberau Lage                                     | Ortsbefestigung            | mittelalterliche Ortsbefestigung (3 Gräben, zwei Wälle; Vorwerke) | einzige weitgehend erhaltene Ortsumwallung Österreichs                 |      | nein                                            |
| Kastell Festetics, Sulz           | Gerersdorf-Sulz Sulz im Burgenland 40 Lage      | Ansitz                     | um 1800 errichtet. | ruinös                                                                 |      | 27784                                           |
| Burg Güssing                      | Güssing Güssing, Batthyany-Straße 10 Lage       | Burg                       | Ende des 12. Jahrhunderts steinerne Burg (anstelle hölzerner Burg) errichtet. im 16./17. Jahrhundert ausgebaut. Niedergang ab Ende 18. Jahrhunderts; Sicherungsarbeiten ab 1957. | Ruine                                                                  |      | 28717                                           |
| Kastell Güssing                   | Güssing Güssing, Clusiusweg 4 Lage              | Ansitz                     | Bau des 17. Jahrhunderts; Fassade des 19. Jahrhunderts. zeitweise als Bezirkshauptmannschaft genutzt.                                                                            | erhalten. Bürogebäude.                                                 |      | 28765                                           |
| Stadtmauer Güssing                | Güssing Lage                                    | Stadtmauer                 | spätestens aus dem 16./17. Jahrhundert. |                                                                        |      | 28741 28854 28855 28856 28857 28858 28859 28860 |
| Friedhofshügel Hagensdorf-Luising | Heiligenbrunn nördlich von Luising Lage         | Hausberg                   | Hausberg mit Graben. später Standort einer Kirche, die 1788 abgetragen wurde. | Hausberg erkennbar; als Friedhof genutzt.                              |      | nein                                            |
| Hausberg Olbendorf                | Olbendorf Lage                                  | Hausberg (ehemalige Burg)  | Burg der Güssinger Grafen; 1289 geschleift. | Hausberg (Kegel- und Pyramidenstumpf, Wälle) deutlich erkennbar.       |      | 28705                                           |
| Schlossriegel Strem               | Strem Strem Lage                                | Burg                       | mittelalterliche Wasserburg. | Teile des (Wasser-)Grabens schwach erkennbar (im ALS klarer zu sehen). |      | nein                                            |
| Taborriegel Gerersdorf            | Gerersdorf-Sulz Gerersdorf bei Güssing Lage     | Turm                       | 1457 erwähnt. | Hügel, von Graben umgeben.                                             |      | 27788                                           |